# Eugenia mespiloides
Eugenia mespiloides är en myrtenväxtart som beskrevs av Jean-Baptiste de Lamarck. Eugenia mespiloides ingår i släktet Eugenia och familjen myrtenväxter.
Artens utbredningsområde är Réunion. Inga underarter finns listade i Catalogue of Life.